# Eupithecia uralensis
Eupithecia uralensis är en fjärilsart som beskrevs av Karl Dietze 1913. Eupithecia uralensis ingår i släktet Eupithecia och familjen mätare. Inga underarter finns listade i Catalogue of Life.